# Every Day Is a Holiday
«Every Day Is a Holiday» (с англ. — «Каждый день — праздник») — песня, написанная и записанная американской певицей Кэти Перри. Продюсером записи стал Дюк Дюмон. Песня представляет собой смесь танцевальной и традиционной рождественской музыки. Это первая рождественская песня в карьере Перри.

## Релиз
Песня была выпущена 23 ноября 2015 года. В тот же день он был презентован двухминутный рекламный ролик, в котором демонстрировалась праздничная коллекция компании H&M 2015 года. В нём Перри взаимодействует с пряничными человечками, подарками и большими плюшевыми мишками, одетая в различную праздничную одежду, изготовленную H&M. Рекламный ролик был снят режиссёром Юнасом Окерлундом в июле 2015 года.

## Отзывы критиков
Лара О’Рейли из Business Insider описала видео как «странное», в то время как Бьянка Грейси из Idolator описала его как «немного дрянное, но веселое». Джефф Беджамин из Fuse отметил песню как «броскую» и поставил её на первое место в списке «Лучших праздничных песен 2015 года». Рецензент VH1 также дал положительный отзыв, назвав рекламный ролик «веселым» и «энергичным», а наряды Перри — «милыми». Лорен Валенти из Marie Claire назвала песню «треком, наполненным добрыми вестями». Мэтт Миллер из Esquire дал видеоклипу отрицательный отзыв. Рецензент Glamour Кристофер Роза поставил песню на 7-е место в списке худших песен Перри.